# 空を飛ぶパラソル
『空を飛ぶパラソル』（くうをとぶパラソル）は、探偵小説作家夢野久作の短編小説。雑誌『新青年』の昭和4年（1929年）の第10巻第12号に掲載された。

## 概要
2本立ての短編。新聞の特ダネに窮した新聞記者の「私」が、ある2つの特ダネを手に入れる。しかし、それと同時に彼はあるトラウマも抱えてしまうこととなる。新聞記者の悲哀を書いた作品。この作品に限らず、夢野久作の作品には新聞記者を主人公とした作品が多い。これは自身が九州日報の記者を務めていたことに由来し、作中でも経験者らしい目線で物語が進行する。

## あらすじ
空を飛ぶパラソル
福岡時報に勤める新聞記者の「私」は、特ダネを探しに九大工学部に取材に出かけた。その時、空色のパラソルを持った女が今まさに汽車に飛び込み自殺しようとしているのを目にする。一度は近くの農夫に声をかけようとしたが、これは特ダネになると考えた「私」は、黙ってそれを見ていることにした。果たして、女は汽車に轢かれてしまい、空色のパラソルも宙に舞った。車掌や警官が来る前に、女の死体から名刺や質の明細書を盗んだ「私」は、それらから女の素性がとある佐賀随一の富豪の家出娘であること、かねてより色魔と噂される医学生と関係していたこと、妊娠したままの自殺であったことを調べ上げ、夕刊に掲載するのであった。しかし後日、懇意にしている警官が言うには女の関係者どころか家族でさえも、自身の名誉のために新聞の内容を否定し「そんな女は知らない」というのであった。果たして、パラソルの女は何者であるのか…。
濡れた鯉のぼり
その1年後、仕事に向かう「私」は汽車の中から墓原に立つ鯉のぼりの幟を目にする。興味をもった「私」はその墓を訪ねると、10日ばかり前に死亡した女性のものであった。女性の身元を調べ彼女の家を訪ねると、そこには老婆が一人、息子とその妻、そしてその子供の帰りをまっているのだった。果たして、あの鯉のぼりは一体なんなのか、そして老婆の息子はどこにいったのか…。